# Steph Houghton
Steph Houghton (Durham, 18 januari 1992) is een voormalig Engels voetbalspeelster. Ze speelde als verdediger onder andere voor Arsenal en Manchester City in de Super League en kwam meer dan honderd interlands uit voor het Engelse nationale team.

## Clubcarrière
Houghton begon haar voetbalcarrière bij Sunderland, waar ze vijf jaar actief was. Ze hielp Sunderland aan het kampioenschap en daarmee promotie uit de Northern Division in het seizoen 2005/06. Daarnaast werd ze uitgeroepen tot FA Young Player of the Year Award in het seizoen 2006/07. Nadat Sunderland degradeerde dat seizoen, kwam Houghton op de radar bij de Engelse Super Leagueclubs Arsenal en Everton. Uiteindelijk koos ze voor een overstap naar Leeds Carnegie. In 2010 won ze met Leeds de FA Women's Premier League Cup. Daarna maakte ze in augustus van datzelfde jaar de overstap naar Arsenal.
Op 5 december 2013 werd bekend dat Houghton en Arsenal in overeenstemming waren gekomen om uit elkaar te gaan, zodat ze de overstap kon maken naar competitiegenoot Manchester City. Houghton verlengde op 24 januari 2020 haar contract met twee jaar.
Houghton maakte op 27 maart 2024 bekend te gaan stoppen met voetballen na het seizoen 2023/24. Ze speelde haar laatste wedstrijd op 18 mei 2024 door in te vallen voor Alex Greenwood in de 66ste minuut van een uitwedstrijd tegen Aston Villa.

## Statistieken
| Seizoen | Club            | Land     | Competitie   | Wedstrijden | Doelpunten |
| ------- | --------------- | -------- | ------------ | ----------- | ---------- |
| 2011    | Arsenal         | Engeland | Super League | 12          | 1          |
| 2012    | Arsenal         | Engeland | Super League | 14          | 1          |
| 2013    | Arsenal         | Engeland | Super League | 13          | 5          |
| 2014    | Manchester City | Engeland | Super League | 13          | 0          |
| 2015    | Manchester City | Engeland | Super League | 11          | 3          |
| 2016    | Manchester City | Engeland | Super League | 16          | 2          |
| 2017    | Manchester City | Engeland | Super League | 8           | 0          |
| 2017/18 | Manchester City | Engeland | Super League | 15          | 2          |
| 2018/19 | Manchester City | Engeland | Super League | 20          | 3          |
| 2019/20 | Manchester City | Engeland | Super League | 16          | 2          |
| 2020/21 | Manchester City | Engeland | Super League | 16          | 2          |
| 2021/22 | Manchester City | Engeland | Super League | 5           | 1          |
| 2022/23 | Manchester City | Engeland | Super League | 14          | 2          |
| 2023/24 | Manchester City | Engeland | Super League | 4           | 0          |
| Totaal  | Totaal          | Totaal   | Totaal       | 177         | 24         |

Laatste update: 24 mei 2025

## Interlandcarrière
Houghton werd voor het eerst opgeroepen voor het Engelse nationale team op 25 oktober 2006. Door ziekte bij Katie Chapman voegde ze zich bij de selectie van een wedstrijd tegen Duitsland. Ze kwam niet in actie in de 5-1 nederlaag in de Duitse plaats Aalen. In de volgende wedstrijd debuteerde ze alsnog door in te vallen voor Emily Westwood in de 73e minuut van een 6-0 overwinning op Rusland in Milton Keynes op 8 maart 2006. Drie dagen later maakte ze haar basisdebuut in een 1-0 wedstrijd tegen Schotland op Adams Park. Door een gebroken been miste ze het WK 2007 en door een kruisbandblessure het EK 2009.

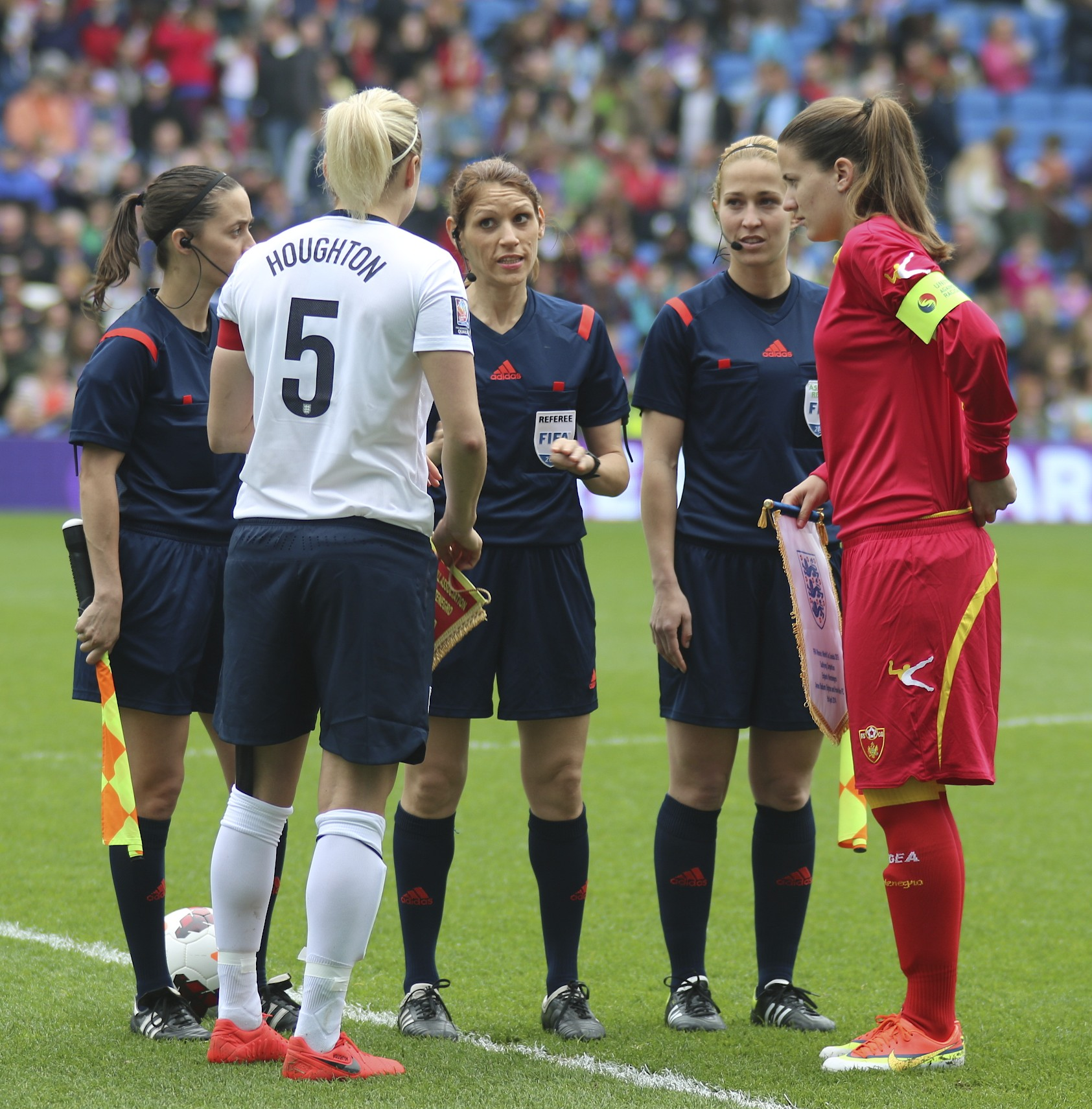
Houghton als aanvoerder in een wedstrijd van Engeland tegen Montenegro in april 2014

In mei 2009 was Houghton een van de 17 vrouwelijke voetbalsters die een contract kreeg van The Football Association. Op het EK 2013 kwam ze in alle groepswedstrijden in actie en eindigde ze op de laatste plaats van haar groep. In januari 2014 werd Houghton benoemd tot nieuwe aanvoerster onder bondscoach Mark Sampson. Haar eerste wedstrijd met de aanvoerdersband om, was tegen Noorwegen.
Als aanvoerder was ze met Engeland actief op het WK 2015. In een wedstrijd tegen Noorwegen in de achtste finale maakte Houghton haar eerste doelpunt op een WK. Na afloop van de kwartfinale tegen Canada werd ze uitgeroepen tot 'speelster van de wedstrijd'.
Op 11 november 2018 speelde Houghton haar honderdste interland tegen Zweden. In mei 2019 werd Houghton geselecteerd voor het WK 2019 in Frankrijk. Ze kwam tot scoren in de achtste finale tegen Kameroen.
Houghton stond op plek 164 in een lijst van meest legendarische speelsters ter ere van de vijftigste verjaardag van The FA.